# Ángel Pagés López-Guerrero
Ángel Pagés López-Guerrero (27 de juliol de 1908, ? - ?, ?) fou un militar espanyol de l'arma de Cavalleria que, essent tinent, formà part del grup de militars anomenats Jinetes de Alcalá i que s'avalotà contra el govern de la Segona República Espanyola el 1936 a Mallorca. Els primers mesos de la Guerra Civil participà en la formació de les milícies falangistes, en la repressió de membres i simpatitzants del Front Popular i en la defensa contra el desembarcament de Mallorca per part de tropes republicanes.

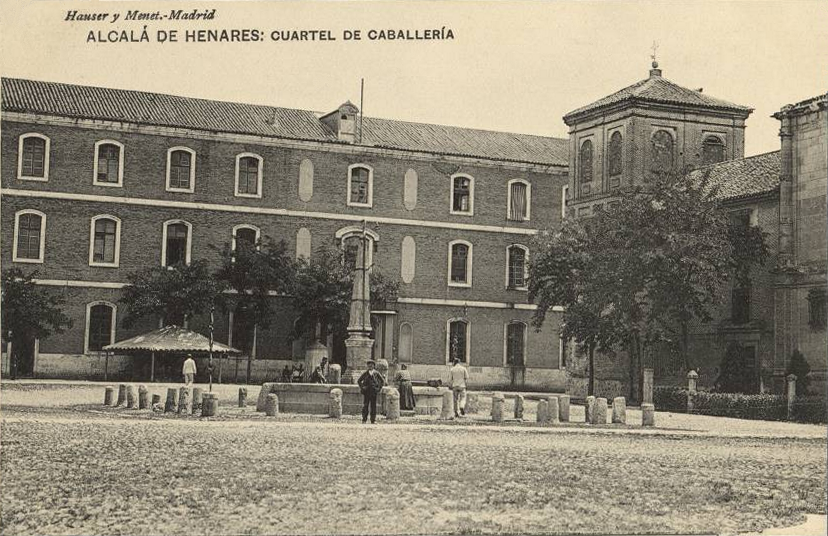
Quarter de Cavalleria del Príncep, dit de san Diego, a Alcalà de Henares,cap el 1912

El 1932 assolint el grau de tinent. L'abril de 1936 el destinaren al Regiment de Caçadors de Calatrava, núm. 2.
Formà part dels anomenats Jinetes de Alcalá, un grup de militars de l'arma de Cavalleria adscrits als Regiments de Caçadors de Calatrava, núm. 2, i de Villarrobledo, núm. 3, destinats a Alcalá de Henares, que a finals de juny de 1936 foren confinats al castell de Sant Carles de Palma, Mallorca. El Govern de la Segona República aprofità uns greus incidents entre soldats i membres de partits d'esquerra per fer neteja de conspiradors d'ambdós regiments. Al castell de Sant Carles conegueren al cap de la Falange Española a Mallorca, Alfonso de Zayas, que també estava empresonat i que els posà amb contacte amb els militars que s'havien d'aixecar contra la República. Quan es produí el pronunciament militar del 18 de juliol de 1936, aquests militars es posaren a les ordres dels avalotats. Participà en la formació de les milícies falangistes i en la repressió de membres i simpatitzants del Front Popular (detencions il·legals, tortures i assassinats). Comandà el grup de militars que vigilaven el desembarcament de Mallorca de les tropes republicanes del capità Bayo a Portocristo i fou el seu grup qui primer contactà amb ells.
Uns mesos després de l'alçament tornà a la península i fou ascendit a capità. El maig de 1937 fou destinat al Terç de Requetès Alcázar. Fou destinat, el 1938, a la Divisió de Cavalleria, i després a la Legió. El 1952 era comandant i estava destinat a l'Escola d'Aplicació de Cavalleria i Equitació de l'Exèrcit. El 1966 fou ascendit a coronel i era ajudant de camp del dictador Francisco Franco.